# Czarna Ziemia. Holokaust jako ostrzeżenie
Czarna Ziemia. Holokaust jako ostrzeżenie – książka z 2015 roku autorstwa Timothy’ego Snydera.

## Treść
Monografia jest nowym spojrzeniem i wyjaśnieniem zjawiska Holocaustu. Snyder opisuje czynniki, które doprowadziły do Zagłady Żydów. Uwzględnia także perspektywę Polaków. Amerykański badacz uważa holocaust za "centralne wydarzenie dziejów nowożytnych". Praca została przetłumaczona na wiele języków, spotkała się też z dużym zainteresowaniem recenzentów.

## Recenzje w języku polskim
- Marek Jan Chodakiewicz, Holokaust w ekologicznym opakowaniu, "Do Rzeczy" 2015, nr 45, s. 52-55.
- John Connelly, Hitler nasz współczesny: spór o "Czarną ziemię" Timothy’ego Snydera, tł. Mateusz Urban, "Znak" 2016, nr 1, s. 46-57.
- Igor Czernecki, Czarne wizje Snydera, "Rzeczpospolita" 2015, nr 266, s. 32-33.
- Igor Czernecki, Zło od Paryża po Smoleńsk, "Respublica" 28 (2015), nr 3, s. 86-90.
- Jerzy Eisler, Snydera wizja świata, "Nowe Książki" 2016, nr 3, s. 22-23.
- Maria Kobielska, Czarna ziemia - recenzja, transl. from the pol. by Paweł Łopatka, "Herito: dziedzictwo, kultura, współczesność" 2015, nr 4, s. 181-183.
- Adam Krzemiński, Nasza znękana część Europy, "Polityka" 2015, nr 41, s. 68-70.
- Jacek Leociak, Zrozumieć Holokaust - ocalić ludzkość, "Tygodnik Powszechny" 2015, nr 43, dodatek "Książki w Tygodniku" nr 7/9, s. 22-23.
- Jakub Muchowski, Lekcja Holokaustu, "Znak" 2016, nr 1, s. 58-62.
- Magdalena Nowicka, Nieodrobiona lekcja Zagłady, "Tygodnik Powszechny" 2015, nr 43, s. 20-23.
- Maciej Stasiński, Czy jesteśmy lepsi niż poprzednicy, "Ale Historia" 2015, nr 45, s. 11.
- Piotr Zychowicz, Holokaust według Snydera, "Do Rzeczy" 2015, nr 50, s. 66-68.